# José Quintanilla
José Antonio Quintanilla Escobar (* 29. Oktober 1947 in Sonsonate, Departamento Sonsonate; † 1977), auch bekannt unter dem Spitznamen „El Ruso“, war ein salvadorianischer Fußballspieler, der im Mittelfeld agierte.

## Leben

### Verein
Quintanilla begann seine Profikarriere beim Hauptstadtverein Alianza FC, mit dem er in den Spielzeiten 1965/66 und 1966/67 zweimal in Folge die salvadorianische Fußballmeisterschaft gewann. Ob er auch zu der Siegermannschaft gehörte, die im März 1968 als erster salvadorianischer Verein den offiziell zum Austragungsjahr 1967 gehörenden CONCACAF Champions’ Cup gewann, kann aufgrund der dürftigen Quellenlage nicht nachvollzogen werden. Zumindest stand er spätestens in der zweiten Jahreshälfte 1968 bereits beim Stadtrivalen Atlético Marte unter Vertrag, mit dem er in der Saison 1968/69  einen weiteren Meistertitel gewann. Gemäß der Datenbank von National Football Teams (siehe Weblinks) gehörte er ebenso zum Kader der Meistermannschaft im Spieljahr 1970.

### Nationalmannschaft
Zwischen 1966 und 1971 kam Quintanilla zu insgesamt 32 Einsätzen für die salvadorianische Fußballnationalmannschaft.
Erster Höhepunkt seiner Länderspielkarriere war die Teilnahme am olympischen Fußballturnier 1968 in Mexiko.
Noch wichtiger aber war die Zugehörigkeit zum salvadorianischen Kader bei der Fußball-Weltmeisterschaft 1970, die ebenfalls in Mexiko ausgetragen wurde. Dort kam Quintanilla in den Vorrundenspielen der Gruppe A gegen Belgien (0:3) und Gastgeber Mexiko (0:4) zum Einsatz.
Als Siegtorschütze im entscheidenden Halbfinalspiel der WM-Qualifikation gegen Honduras, das den Fußballkrieg auslöste, hatte Quintanilla entscheidenden Anteil an der WM-Teilnahme, die in den anschließenden Finalspielen gegen Haiti gebucht wurde. 

## Tod
Quintanilla kam noch während seiner aktiven Laufbahn im Jahr 1977 bei einem Autounfall ums Leben.